# Nino Furfaro
Nino Furfaro (27 oktober 1981) is een Nederlands voormalig voetballer die voorkeur had als een aanvaller.  

## Loopbaan
Furfaro begon te voetballen in de jeugd bij Jong FC Utrecht, speelde vervolgens bij FC Emmen. Op 16 augustus 2002 in de thuiswedstrijd tegen Sparta Rotterdam maakte Furfaro zijn debuut voor FC Emmen. Hij kwam in de 61e minuut als invaller voor Donny de Groot en hij won de wedstrijd met 3-0. Furfaro kreeg niet contract verlenging bij FC Emmen, Hij ging op proef bij BV Veendam maar avontuur mislukt ook.  Overig hij had ook gespeeld bij K.v.v. Quick Boys, SVV Scheveningen, Voorschoten '97, RKVV Westlandia en VUC.